# Хасенова, Саида Ураловна
Саида Ураловна Хасенова (род. 19 августа 1986 года, Караганда) — казахстанская спортсменка (бокс).

## Биография
Боксом занимается с 7 лет. Тренируется в Астане под руководством заслуженного тренера Казахстана по боксу Карима Махмудова.
6-ти кратная Чемпионка РК, Чемпионка Азии-2010, призёр Азиатских игр-2003, призёр Азиатских игр в Гуанчжоу-2010, призёр Кубка Мира среди нефтяных стран-2011.
Участник Олимпиады 2012 года в Лондоне. В первом же бою со счетом 14-16 уступила Ариане Аруахо (Бразилия).
Мастер спорта Республики Казахстан международного класса.